# Idiotephria
Idiotephria is een geslacht van vlinders van de familie spanners (Geometridae), uit de onderfamilie Larentiinae.

## Soorten
- I. amelia Butler, 1878
- I. debilitata Leech, 1891
- I. evanescens Staudinger, 1897
- I. nakatomii Inoue, 1978